# Psychoda guamensis
Psychoda guamensis és una espècie d'insecte dípter pertanyent a la família dels psicòdids.

## Descripció
- Les antenes presenten 15 segments (el que fa el núm. 14 és petit).[5]

## Distribució geogràfica
Es troba a les illes Filipines (Negros i Mindanao), Guam, Nova Bretanya, Nova Irlanda i Nova Guinea.

## Observacions
Fou considerada una subespècie de Psychoda quadrifilis abans d'ésser elevada a una espècie de ple dret.